# Анна Мекленбург-Гюстровская
Анна Мекленбург-Гюстровская (нем. Anna von Mecklenburg-Güstrow; 14 октября 1533, Висмар — 14 июля 1602, Шверин) — жена Готхарда фон Кетлера, герцога Курляндии, мать правителей Курляндии, герцогов Фридриха и Вильгельма Кетлеров.

## Жизнь

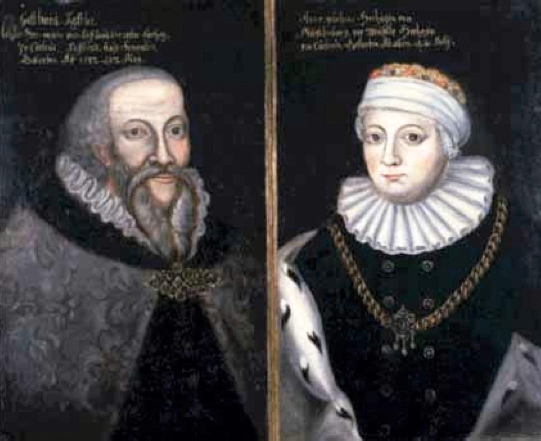
Готхард фон Кетлер и Анна. Экспозиция музея в Рундальском дворце

Родителями Анны были герцог Мекленбурга Альбрехт VII Красивый (1488—1547) и маркграфиня Анна Бранденбургская (1507—1567). В 33 года 12 марта 1566 года вышла замуж в Кенигсберге за герцога Курляндии Готхарда Кетлера.
Умерла 14 июля 1602 в Шверине, а похоронена была в Митаве. Родители Анны нисколько не благоприятствовали её браку с Готхардом Кетлером, зато браку способствовали польский король и прусский герцог. Анна стала первой в истории Ливонии женщиной, происхождение и судьба которой достоверно известны.

## Дети
- Фридрих Кетлер (1569—1642), герцог Курляндский и Семигальский (1587—1642)
- Вильгельм Кетлер (1574—1640), герцог Курляндский и Семигальский (1587—1616)
- Елизавета Кетлер (ум. 1601), жена с 1595 года силезского князя Адама Вацлава Цешинского (1574—1618)
- Анна Кетлер (1567—1617), жена с 1586 года князя Альбрехта Радзивилла (1558—1592), 1-го ордината Клецкого